# Campus de Beaulieu
Pour les articles homonymes, voir Beaulieu.
Le Campus de Beaulieu est un campus situé à l'est de la ville de Rennes dans le département français d'Ille-et-Vilaine en région Bretagne, à proximité du site de Beaulieu de la technopole de Rennes Atalante (Atalante-Beaulieu), et spécialisé dans les sciences, technologie, ingénierie et mathématiques (STIM). Le Campus regroupe les formations et activités de recherche développées à l'université de Rennes dans les domaines Sciences et Technologie ainsi que Philosophie, l'INSA de Rennes et l’École de Chimie de Rennes (ENSCR). Il héberge également des services centraux de l’établissement. Il accueille environ 10 000 personnes sur 60 hectares arborés.

## Historique
La création du campus est décidée en 1958 par Henri Le Moal, en accord avec le maire de la ville, Henri Fréville. La Seconde Guerre mondiale a sinistré une partie des écoles de la ville et l'accroissement du taux de natalité pose des problématiques sur l'enseignement. Le choix de création du campus s'inscrit donc dans une période de reconstruction et de modernisation des bâtiments scolaires.
La cérémonie de pose de la première pierre est faite le 25 octobre 1963. Le campus est ensuite aménagé vers 1966-1967 par l'architecte Louis Arretche. Le souhait principal de l'architecte était d'avoir un campus à l'américaine, avec une forte présence d'espaces verts. On peut noter le résultat entre le campus de Villejean, situé à l'ouest de Rennes, très urbanisé, et celui de Beaulieu, très espacé et verduré.
Les premiers bâtiments sont occupés à partir de la rentrée 1965. L'Ecole Nationale Supérieure de Chimie de Rennes (ENSCR) a déménagé de la place Pasteur, au cœur de la ville de Rennes, pour emménager dans ses nouveaux locaux en 1967. En parallèle, l'INSA et l'IUT sont construits entre 1966 et 1968.
Depuis septembre 2022, il est relié par la ligne B du métro et sa station Beaulieu - Université.

## Localisation

Campus de Beaulieu

Le campus de Beaulieu est situé à l'est de la ville de Rennes, à proximité de sa technopole Atalante. Il est délimité par le sud par l'avenue Général Leclerc, à l'ouest par le boulevard de Vitré, au nord par l'avenue Professeur Charles Foulon et à l'est par l'allée de Beaulieu. Toutefois, des écoles (l'INSA, l'IUT ou encore Supélec) se trouvent encore plus à l'est. Le campus peut donc s'étendre jusqu'à la limite avec la ville de Cesson-Sévigné, via l'avenue de la Boulaie.
Le campus occupe un espace total de 60 ha, mélangeant infrastructures universitaires et complexes culturels et sportifs. Entouré de zones résidentielles, le campus est surtout composé de grands espaces verts, comme le souhaitait l'architecte à sa création.

### Équipement
En 2018, une ligne expérimentale de navettes autonomes sans conducteur circule dans le campus : la ligne 100.
Le campus possède une salle polyvalente, appelée Le Diapason, accueillant salle de spectacle et équipements sportifs, ayant une capacité de 450 places en configuration assise ou de 700 places en configuration mixte (470 places debout dans la fosse et 230 places assises au balcon). À l'intérieur, trois espaces sont consacrés au sport : un gymnase, une salle de boxe et un dojo. Il dispose également de deux salles équipées d'un piano.

## Établissements
L'Université de Rennes I est le plus grand établissement du campus, et est notamment composée de l'UFR de Mathématiques, l'UFR de Philosophie, l'UFR Sciences de la Vie et de l'Environnement (SVE), l'UFR Structures et Propriétés de la Matière (SPM), l'OSUR ou encore l'UFR Informatique Électronique (anciennement ISTIC). L'IUT de Rennes ainsi que l'École supérieure d'ingénieurs de Rennes (ESIR) dépendent aussi de l'université de Rennes I.
Deux autres établissements d'enseignement supérieurs sont présents sur le campus : l'École nationale supérieure de chimie de Rennes (ENSCR) et l'INSA de Rennes. On peut noter à proximité les campus rennais de IMT Atlantique et de CentraleSupélec ainsi que les campus de l'École des Transmissions (ETRS) et de l'École supérieure de réalisation audiovisuelle (ESRA).
Une vingtaine d’unités de recherche labellisées par les grands organismes de recherche nationaux (CNRS, INRA, INRIA ou INSERM) sont transversales à ces établissements, par exemple l'IRISA qui dépend de l'Université de Rennes 1, de l'INRIA, du CNRS, de l'INSA ou encore de CentraleSupélec, ainsi que quatre écoles doctorales. De plus, plusieurs entreprises orientées vers la R&D sont présentes sur le campus comme Orange et Mitsubishi Electrics.
Plusieurs restaurants universitaire ainsi qu'une cité universitaire dépendant du CROUS sont aussi présents sur ce campus.

## Événements liés

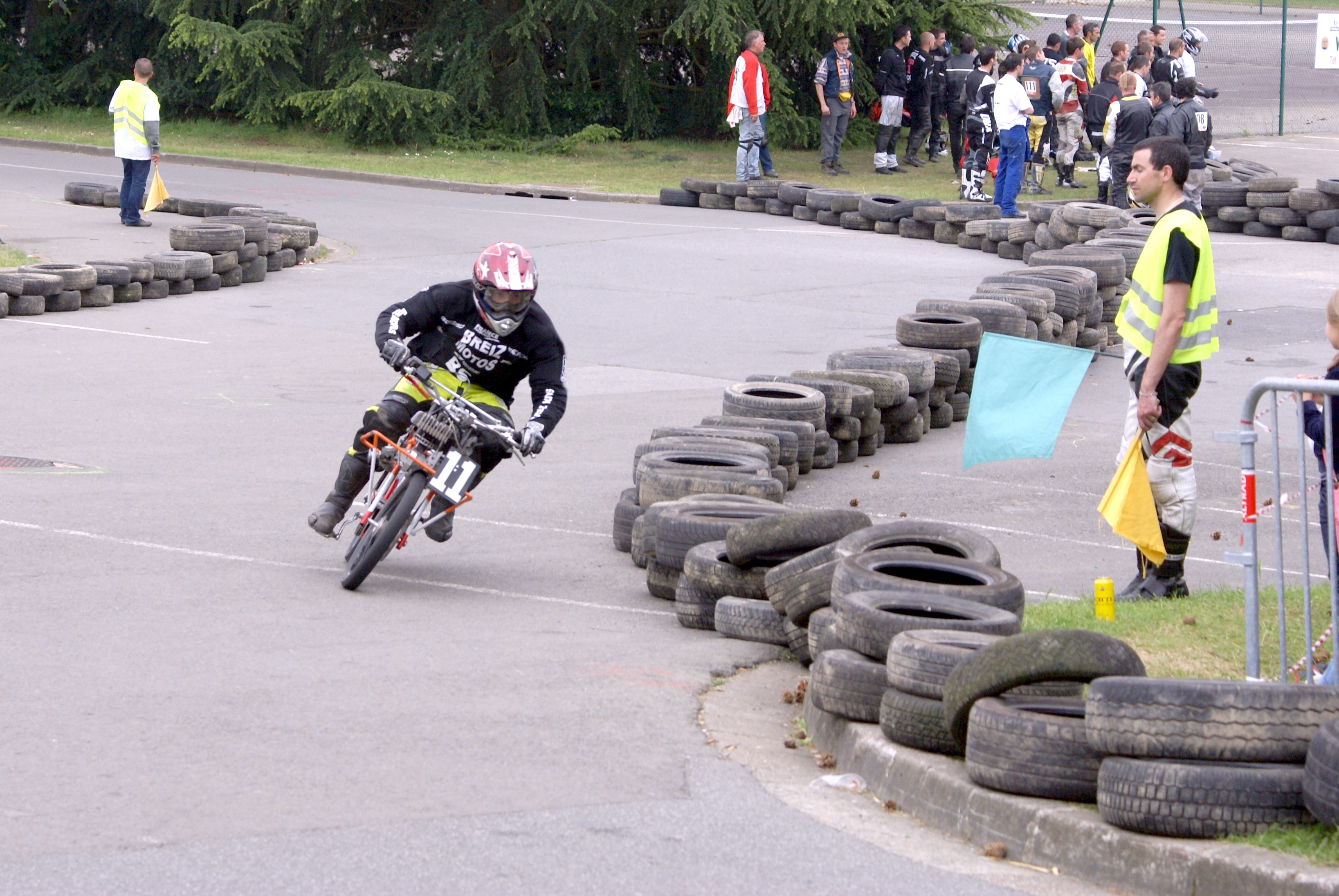
Course pendant le Rock and Solex de 2009

Le Critérium inter-IEP de 2005 a eu lieu sur ce campus.
Le festival Rock and Solex, le plus vieux festival étudiant français. Il est organisé tous les ans par les étudiants de l'INSA de Rennes, l'une des écoles d'ingénieur du campus.
Les Rencontres Thématiques de Chimie (RTC) se déroulent à l'automne à l'École nationale supérieure de chimie de Rennes (ENSCR).

## Œuvres artistiques

Anneau de Möbius à l'entrée du bâtiment 1

Lors de l’installation de l’Université de Rennes 1 sur le campus dans les années 1960, des œuvres artistiques toujours en place actuellement, ont été conçues pour les lieux. Il s’agissait de la mesure dite du 1 % adoptée en 1951, et qui stipule qu’à l’occasion de la construction ou l’extension de bâtiments publics, 1 % du budget est consacré à la réalisation d’œuvres d’art contemporain. D'autres œuvres plus anciennes, et à l'origine conçues pour l'Université de Rennes ont été déplacées sur le campus en suivant les structures avec lesquels elles étaient liées. Parmi les artistes représentés, on peut compter:
- Mathurin Méheut, choisi par Yves Milon alors doyen de la faculté de science, est à l'origine de peintures sur le thème de la géologie, et à l'origine exposées à l’institut de géologie. Les toiles sont déménagées en même temps que le reste de l'institut en 1972 sur le campus de Beaulieu, puis dans l'actuel bâtiment no 5 en 1995. Elles ont été classées en 1990 au titre des Monuments historiques[6].
- Paul Griot a signé l'Anneau de Möbius, inspiré du ruban du mathématicien. La sculpture est visible depuis 1967 sur le parvis d’entrée du bâtiment administratif (bâtiment 1) du campus.
- François Stahly a signé Le grand aimant, visible à l'entrée de l'IUT de Rennes.
- Francis Pellerin a signé Sculpture en granit dans un bassin à l'entrée de l'École Nationale Supérieure de Chimie de Rennes, ainsi que 2 fresques murales, la première visible dans cette même école, et la seconde dans le bâtiment 1.
- Ervin Patkaï a signé une sculpture en béton à l'entrée du bâtiment 28.
- Vincent Batbedat a signé La Porte du soleil, visible à l'est du bâtiment 2.